# James Gichuru
James Samuel Gichuru (* März 1914 in Thogoto, Kiambu; † 10. August 1982 in Nairobi) war ein kenianischer Politiker der Kenya African National Union (KANU), der mehrmals Minister war.

## Leben
James Samuel Gichuru besuchte eine Missionsschule der Church of Scotland in Dagoretti und arbeitete selbst als Lehrer. Er wurde 1950 Häuptling von Dagoretti und bekleidete diese Funktion bis zu seiner Entlassung durch die britische Kolonialverwaltung 1952. Er engagierte sich in der Kenya African Union (KAU) von Jomo Kenyatta, gehörte in dieser jedoch nicht zu den Hauptaktivisten der KAU und wurde aufgrund seines christlichen Glaubens nicht zusammen mit Kenyatta 1952 verhaftet. Allerdings wurde er 1955 unter Aufsicht der Kolonialverwaltung gesetzt, wobei er weiter als Lehrer arbeiten durfte. Nach endgültiger Aufhebung der Polizeiaufsicht im Januar 1960 wurde er aufgrund der weiteren Inhaftierung Kenyattas kommissarischer Präsident der KAU. Er gründete am 14. Mai 1960 zusammen mit Wanjiku wa Kahore die Kenya African National Union (KANU), die sich als Nachfolgeorganisation der KAU mit der Kenya Independence Movement (KIM) von Tom Mboya, Oginga Odinga und Julius Gikonyo Kiano zusammengeschlossen hatte. Er war während der Inhaftierung von Jomo Kenyatta bis 1961 auch amtierender Vorsitzender KANU. Nach der Entlassung von Kenyatta aus der Haft am 15. August 1961 trat er als Vorsitzender der KANU zurück und wurde im Februar 1962 als Vertreter von Kiambu zum Mitglied des Legislativrates des britischen Protektorats (Legislative Council of the Colony and Protectorate of Kenya) gewählt. Nachdem nach der Londoner Kenia–Konferenz am 10. April 1962 eine Koalitionsregierung aus Kenyattas KANU und der Kenya African Democratic Union (KADU) von Ronald Ngala gebildet worden war, übernahm in dieser Protektoratsregierung das Amt des Finanzministers.
Bei den Wahlen am 18. und 26. Mai 1963 wurde Gichuru erstmals zum Mitglied der Nationalversammlung gewählt und vertrat in diesem nach seinen Wiederwahlen am 26. Dezember 1969 sowie am 14. Oktober 1979 bis zu seinem Tode am 10. August 1982 den Wahlkreis Limuru. Am 11. Juni 1963 übernahm Gichuru das Amt des Ministers für Finanzen und Wirtschaftsplanung in der ersten Regierung des nunmehrigen Premierministers Jomo Kenyatta, der nach der Unabhängigkeit Kenias vom Vereinigten Königreich am 12. Dezember 1963 am 12. Dezember 1964 schließlich erster Staatspräsident Kenias wurde. Dem ersten Kabinett Kenyatta gehörten folgende Mitglieder an: Premierminister Jomo Kenyatta, Innenminister Ajuma Oginga Odinga, Minister für Justiz und Verfassungsangelegenheiten Thomas Joseph Mboya, Ministers für Finanzen und Wirtschaftsplanung James Samuel Gichuru, Bildungsminister Joseph Daniel Otiende, Minister für Kommunalverwaltung und Regionen Samuel Onyango Ayodo, Minister für Handel und Industrie Julius Gikonyo Kiano, Minister für öffentliche Arbeiten, Kommunikation und Energie Dawson Mwanyumba, Minister für Arbeit und soziale Dienste Eluid Ngala Mwendwa, Minister für Ländereien, Spiel, Fischerei, Wasser und natürliche Ressourcen Lawrence George Sagini, Minister für Gesundheit und Wohnungsbau Njoroge Mungai, Minister für Information, Rundfunk und Tourismus Ramogi Achieng Oneko, Staatsminister im Amt des Premierministers Joseph Murumbi sowie Staatsminister für panafrikanische Angelegenheiten Peter Mbiyu Koinange. 1965 wurde die bisher in seinem Ministerium liegende Zuständigkeit für Entwicklungsplanung Tom Mboya übertragen, der mittlerweile Wirtschaftsminister war.
Das Amt des Finanzministers bekleidete James Gichuru bis Dezember 1969 und wurde daraufhin von Mwai Kibaki abgelöst. Er selbst übernahm daraufhin das Amt des Verteidigungsministers, das er bis 1979 innehatte. In der Regierung von Kenyattas Nachfolger Daniel arap Moi fungierte er zuletzt von 1979 bis zu seinem Tode am 10. August 1982 als Staatsminister.